# 原生花園駅
原生花園駅（げんせいかえんえき）は、北海道斜里郡小清水町字浜小清水にある、北海道旅客鉄道（JR北海道）釧網本線の駅（臨時駅）である。駅番号はB75。小清水原生花園への最寄駅であり、季節営業を行っている。年度により開設時期は異なるが、2024年（令和6年）時点では4月25日から10月31日までの営業となっている。

## 歴史

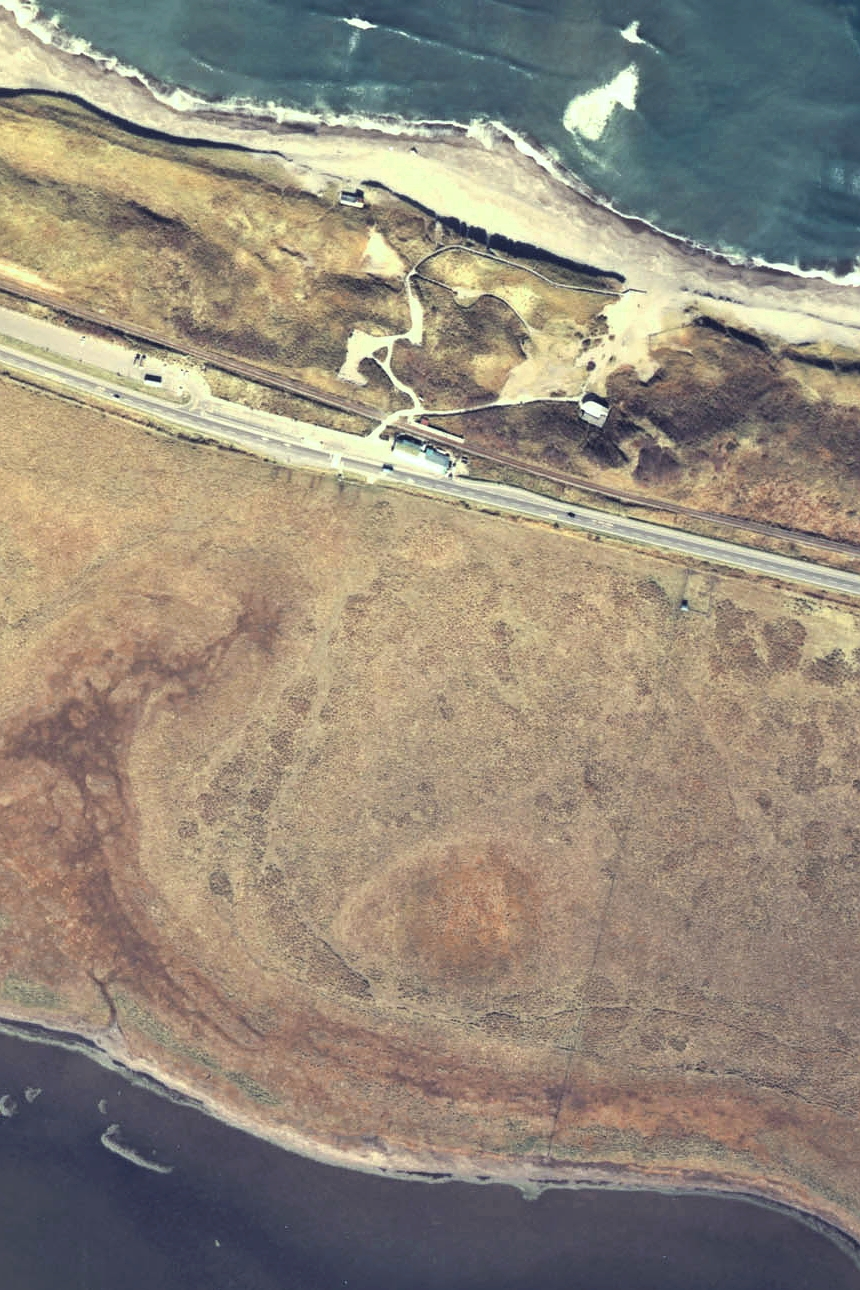
1977年の原生花園仮乗降場と周囲約500m×750m範囲。左が網走方面。上はオホーツク海。下は濤沸湖。駅の右上に天覧ヶ丘展望所。この1年後に一旦廃止された。ホーム上横に設けられている待合室は素っ気ない。

- 1964年（昭和39年）6月1日：国鉄の原生花園仮乗降場として開業[4]。旅客のみ取扱い。
- 1978年（昭和53年）10月2日：仮乗降場廃止[5]。
- 1987年（昭和62年）7月1日：JR北海道の臨時駅として再開業[4][1][6]。
- 2025年（令和7年）3月16日：同日17時ごろ、駅名標が強風で飛ばされる被害（同日は営業期間外）[2]。

## 駅構造
1面1線の単式ホームを持つ地上駅。駅舎はログハウス風である。知床斜里駅管理の無人駅。
JR化後の駅復活当初からしばらくの間、斜里駅（当時）から駅員が日中に派遣され、乗車券や記念切符、小清水原生花園を訪れる観光客向けにオレンジカードや鉄道グッズ、お土産品の販売が行われていた事もあった。

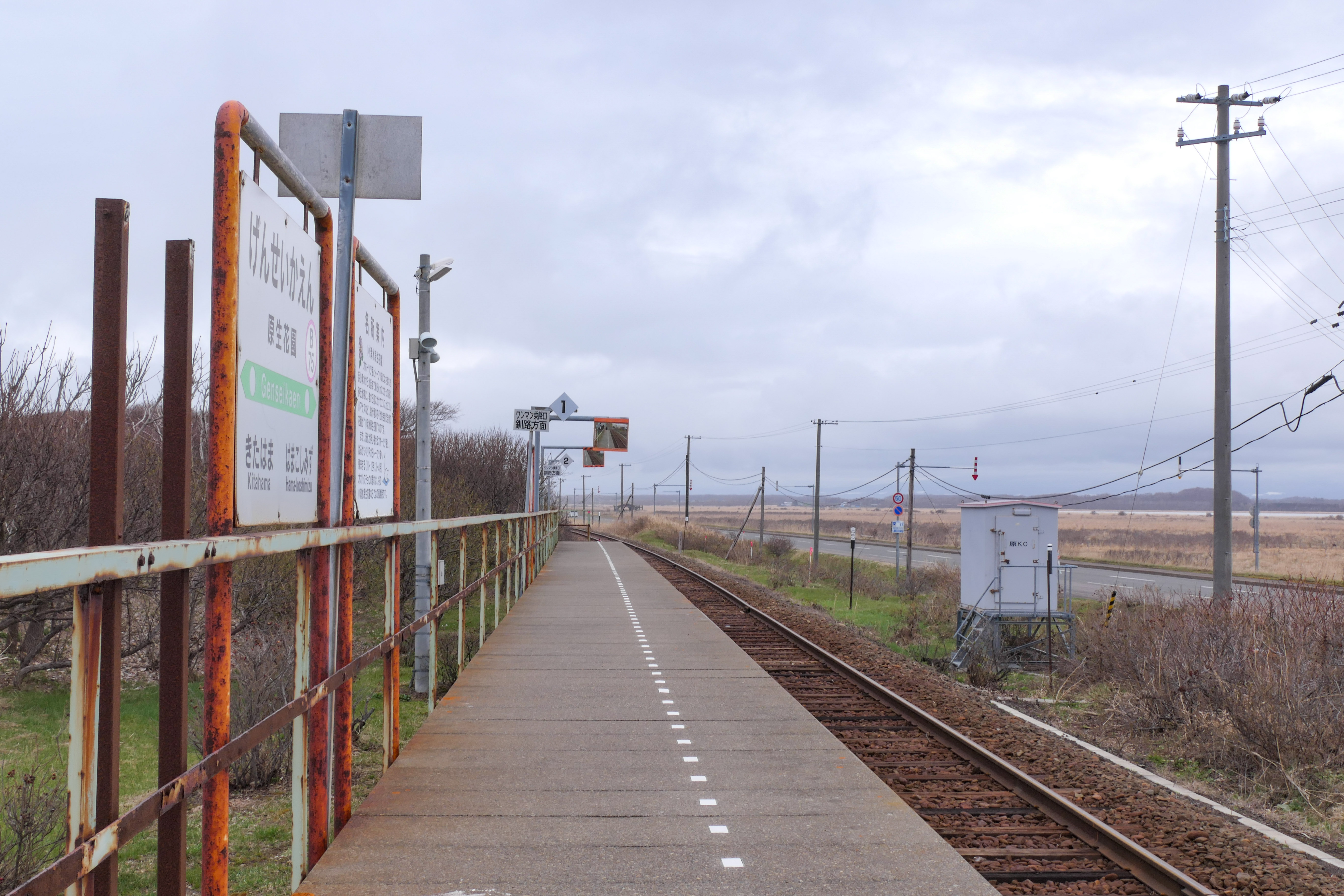
ホーム（2021年5月）
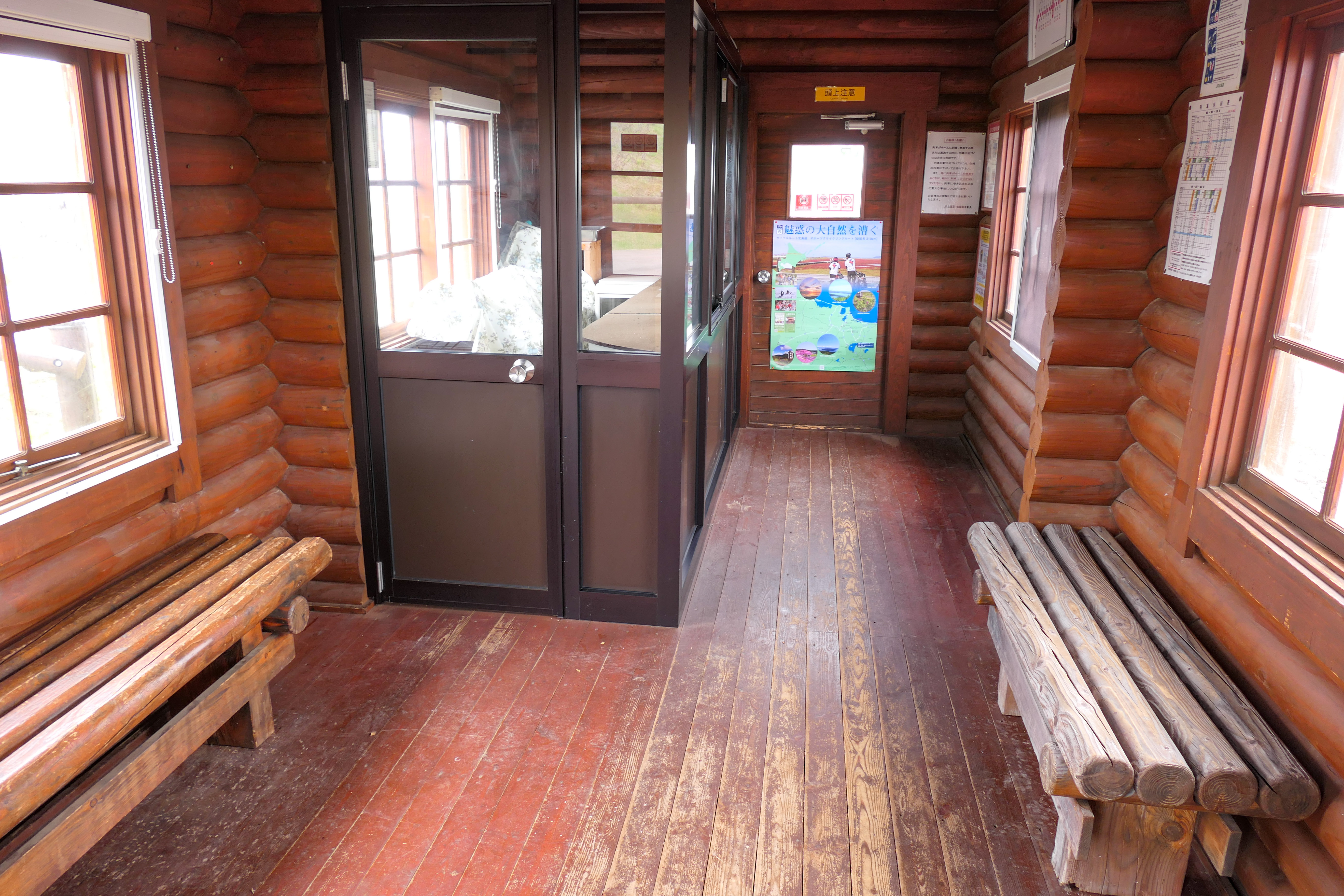
待合室内部（2021年5月）
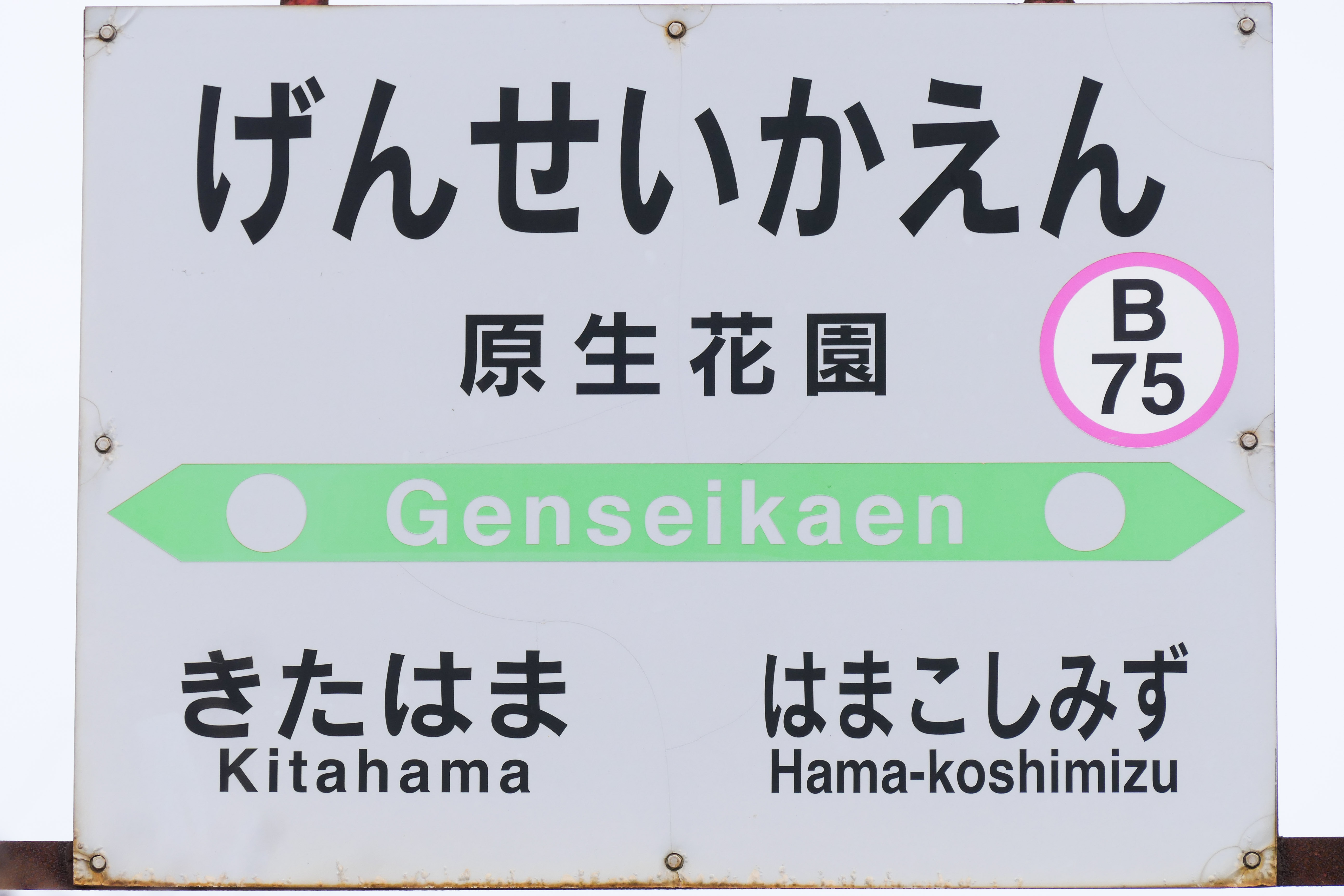
駅名標（2021年5月）

## 駅周辺
- 国道244号
- 小清水原生花園
- オホーツク海
- 天覧ヶ丘
- 原生花園展望台、原生花園ネイチャーセンター
- 濤沸湖

### バス路線
駅前を通る国道244号上に網走バス、斜里バス「原生花園」停留所があり、以下の路線が停車する
網走バス
- 小清水線： 小清水方面、網走駅方面[8]

網走バス、斜里バス
- 知床エアポートライナー（停留所名は「小清水原生花園」）： 女満別空港行、ウトロ温泉行（夏期季節運行期間のみ停車）[9][10]

## 隣の駅
北海道旅客鉄道（JR北海道）
■釧網本線（4月25日 - 10月31日のみ停車。ただし、一部列車は通年当駅通過）
北浜駅 (B76) - 原生花園駅 (B75) - 浜小清水駅 (B74)